# Kozuka

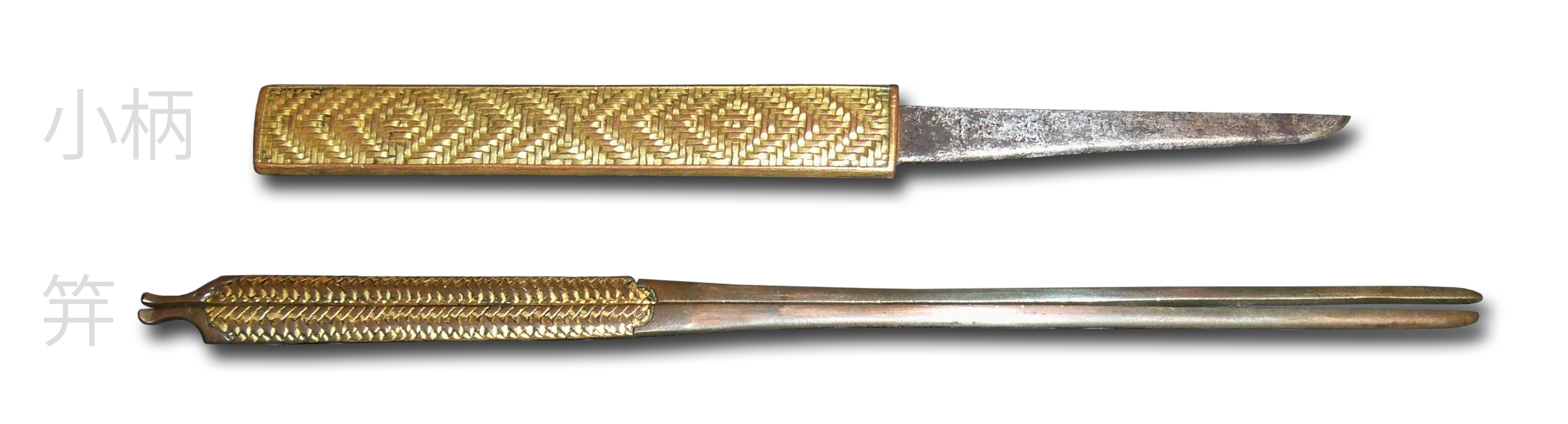
Kozuka (Kogatana) und Kogai.

Kozuka (jap. 小柄, wörtlich: „kleiner Griff“) – oft auch fälschlich Kozuga geschrieben – dient meist als Bezeichnung für das Beimesser japanischer Schwerter. Tatsächlich bezeichnet Kozuka nur den oft kunstvoll gestalteten Griff des Beimessers. Das eigentliche Messer wird als Kogatana (小刀, wörtlich: „kleines Schwert“/Katana) bezeichnet.

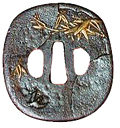
Tsuba mit Öffnungen für Kozuka und Kogai

Das Kozuka diente den japanischen Kriegern wahrscheinlich als Allzweckmesser im Feld, beispielsweise zum Häuten und Zerlegen von Jagdwild oder als Hilfsmittel bei der Pfeilherstellung. Kozuka wurden vermutlich auch als Wurfmesser benutzt. 
Neben dem Kozuka wurde oft auch die Kogai (Schwertnadel) mitgeführt. Kozuka und Kogai werden zumeist durch eigens dafür vorgesehene Öffnungen im Tsuba (Schwertstichblatt) – die Kozuka-Hitsu (小柄櫃) bzw. Kogai-Hitsu (笄櫃) genannt werden – in eine spezielle Aussparung in der Saya (Scheide) des Schwertes gesteckt. Teilweise trug man Kozuka auch in einer an der Saya befestigten Seitentasche. Saya, die Kozuka und/oder Kogai aufnehmen können, sind nur aufwendig herzustellen und infolgedessen auch sehr teuer. 
Kozuka sind heutzutage beliebte Sammlerstücke. Oft werden tatsächlich Kozuka, also lediglich die Griffe gesammelt bzw. gehandelt.